# Nicolette Kluijver
Nicolette Rianne Kluijver (Hilversum, 29 september 1984) is een Nederlandse presentatrice en voormalig model.

## Biografie
Kluijver werd geboren in Hilversum, maar verhuisde op haar tiende samen met haar ouders naar Almere. Omdat ze de hele dag zong, gaf moeder Kluijver haar tienjarige dochter op voor Kinderen voor Kinderen on Tour, waar ze twee keer solo Mama is morgen van mij zong. Op zestienjarige leeftijd ging Kluijver werken voor de lokale omroep in Almere, waar ze het televisieprogramma AlmereRulez TV presenteerde.
Op haar zeventiende werd ze ontdekt door modellenbureau Elite Model en reisde ze gedurende drie jaar de hele wereld over voor modellenwerk voor Diesel, Tommy Hilfiger en G-Star. Tussen 2002 en 2005 was ze meerdere malen als figurant te zien in Goede tijden, slechte tijden.
In 2005 deed ze mee als kandidaat aan het Yorin-programma De Farm. Ze was de vierde afvaller.
Daarna presenteerde ze twee seizoenen voor 6pack en werkte ze vanaf 21 augustus 2006 voor en achter de camera aan het BNN-programma Spuiten en Slikken.
In 2007 maakte ze samen met Dennis Storm het reisprogramma Weg met BNN, presenteerde ze samen met Sophie Hilbrand het BNN-programma De Klimaatpolitie, vormde ze een van de kandidaten van het BNN-programma Crazy 88 en een van de acht presentatoren van Try Before You Die. Bij het laatste programma deed de NS in september 2007 aangifte tegen haar wegens misbruik van de noodrem, vandalisme en ongeoorloofde baanbetreding nadat ze onder andere aan de noodrem had getrokken van de trein. Eerder kreeg ze het in juli 2007 al aan de stok met NOS-hoofdredacteur Hans Laroes nadat ze op 5 juli samen met Sophie Hilbrand het weerpraatje van Gerrit Hiemstra in het NOS Journaal van acht uur onderbrak om aandacht te vragen voor het klimaat namens De Klimaatpolitie. Dit was tevens een verzoek aan Hiemstra om vaker aandacht te besteden aan het klimaat en het maken van reclame voor het concert Live Earth twee dagen later.
In 2009 presenteerde ze opnieuw Spuiten en Slikken, ditmaal met Zarayda Groenhart.
In 2008 werd Kluijver genomineerd voor de Gouden Televizier-Ring in de categorie Televizier Talent Award, een nieuwe publieksprijs voor aanstormend tv-talent. Tijdens het Televizier Gala van 2009 eindigde ze als 9e (van 30 kanshebbers) in de categorie Zilveren Televizier-Ster Vrouw. Tijdens de Life4You-uitzending van 3 oktober 2010 werd bekend dat ze als 6e (van 30 kanshebbers) in de categorie Zilveren Televizier-Ster Vrouw van 2010 eindigde.
In 2010 verscheen een naaktreportage van Kluijver in het aprilnummer van de Nederlandse versie van het tijdschrift Playboy.
Per 1 januari 2014 stapte Kluijver over naar RTL Nederland waar ze programma's gaat presenteren voor RTL 4 en RTL 5. Sinds 2014 presenteert ze Expeditie Robinson en daarnaast is ze regelmatig te zien in RTL Boulevard. Verder maakte ze in 2014 en 2015 het naakt-datenprogramma Adam Zkt. Eva. In 2018 presenteerde Kluijver samen met John van den Heuvel het programma Online Misbruik Aangepakt op RTL 5. In 2019 presenteerde Kluijver het RTL 4 programma In de voetsporen van Dr. Pol, waarin ze op zoek ging naar een opvolger van Dr. Pol. 
Sinds 2021 presenteert Kluijver het RTL 4 programma De Perfecte Verbouwing.
Sinds september 2023 staat Kluijver model voor de Nicolette Kluijver collectievan terStal. Hierin poseert ze in broeken, blazers en jurken van travelstof. 

### Persoonlijk leven
In 2009 werd Kluijver met een zware hersenschudding opgenomen in het ziekenhuis nadat er van achteren een auto op haar was ingereden in een file op de A1, waardoor een kettingbotsing ontstond. Het gevolg was dat ze wekenlang niet mocht werken en daardoor haar rol in de speelfilm Gangsterboys niet kon spelen, die daarop werd overgenomen door Gaby Blaaser.
Kluijver werd in december 2011 verkozen tot Meest Sexy Vegetariër van 2011. Zij kreeg de meeste van de 20.000 stemmen op de website van Wakker Dier. Kluijver eindigde van 2007 tot en met 2010 telkens als tweede vrouw in deze jaarlijkse verkiezing. Samen met Wakker Dier zette Kluijver zich in 2012 in tegen de verkoop van de plofkip.
Kluijver trouwde in augustus 2012 en kreeg twee dochters en een zoon (waaronder een tweeling). In 2020 scheidde het stel en verhuisde ze naar Bonaire om in 2024 weer terug te keren naar Nederland. In begin 2017 werd longkanker bij haar geconstateerd en liet zij een deel van haar linkerlong verwijderen.

## Tv-optredens
In 2008 nam Kluijver deel aan het AVRO-televisieprogramma Wie is de Mol?, dat in dat jaar plaatshad in Mexico. Ze verliet het programma in de eerste ronde.
In februari 2009 ging ze voor het Veronicaprogramma Waar is De Mol? als Monkey Business-ambassadrice samen met Johnny de Mol naar de orang-oetans op Borneo en Sumatra.
In mei 2009 zat ze samen Bridget Maasland, Gijs Staverman, Sebastiaan Labrie, Cas Jansen, Rick Engelkes, Valerio Zeno, Kim-Lian van der Meij en Tanja Jess in het programma Ranking the Stars. Ze won deze editie. De gemengde editie werd gepresenteerd door Sander Lantinga en Sophie Hilbrand. In 2017 was Kluijver een van de hoofdgasten in het RTL 4-programma Oh, wat een jaar! over het jaar 2001. In 2021 was zij het biggetje in The Masked Singer.
In de zomer van 2024 was Kluijver te zien in het RTL 4-programma Over de oceaan, waarin ze met vijf andere bekende Nederlanders met een zeilschip zelf de Atlantische Oceaan overstaken.

## Tv-carrière
- Yorin: De Farm Kandidaat (2005)
- SBS / MTV: 6pack Seizoen 4 en 5
- BNN: Try Before You Die Seizoen 3,4 en 5 (sinds 2007)
- BNN: Spuiten en Slikken Seizoen 3,4,5,6,7,8 en 9 (sinds 2006)
- BNN: Spuiten en Slikken Op Reis (2009–2010)
- BNN: Weg met BNN (2007–2008)
- BNN: Crazy 88 (2008)
- BNN: De Klimaatpolitie (2008)
- BNN: Serious Request (2008 en 2009)
- BNN: Spuiten en Slikken Zomertour (2008 en 2009)
- BNN: Festival Report (2009–2010)
- BNN: Spuiten en Slikken aan Tafel (2009–2010)
- BNN/Llink: 3 op Reis (2010–2013)
- BNN: De Man met de Hamer (vaste kandidaat) (2011)
- BNN: Doe Maar Normaal (2011, gast)
- BNN: Van God Los (2012)
- BNN: Vier handen op één buik (2012–2013)
- RTL 5 / RTL 4: Expeditie Robinson (2014–heden)
- RTL 4: RTL Boulevard (2014–2020, sinds 2019 incidenteel)
- RTL 5: Adam Zkt. Eva (2014–2015)
- RTL 5: Ik ben een ster, haal me hier uit! (2014)
- RTL 5: Sex Academy (2014–2015)
- RTL 5: Seksverslaafd (2015)
- RTL 5: Van je vrienden moet je het hebben (2015)
- RTL 5: De Vijftien Vetste Video's Van Vandaag (2015–2016)
- RTL 5: De Grote Improvisatieshow (2016–2017)
- RTL 5: Get the f*ck out of my house (2016)
- RTL 4: Een goed stel hersens (2017–2018)
- RTL 4: Oh, wat een jaar! (2017), als deelneemster
- RTL 5: Online Misbruik Aangepakt (2018)
- RTL 4: In de voetsporen van Dr. Pol (2019)
- Videoland: Dierenpret met Nicolette (2020-heden)
- RTL 4: LEGO Masters Kerstspecial (2020), als deelneemster
- RTL 4/RTL 5: De Perfecte Verbouwing (2021-heden)[19]
- KRO-NCRV: The Passion 2021 (2021)
- RTL 4: The Masked Singer (2021), als biggetje
- RTL 4: Oh, wat een kerst! (2022), als deelneemster
- RTL 4: DNA Singers (2023), als panellid
- KRO-NCRV: Waku Waku (2023), als deelneemster
- RTL 4: Praat Nederlands met me (2024), als deelneemster
- RTL 4: Over de oceaan (2024), als deelneemster

- International Standard Name Identifier: 0000 0004 2338 6006
- Nederlandse Thesaurus van Auteursnamen: 369508211
- Virtual International Authority File: 305858489
- WorldCat: E39PBJB4cdYXRP6Rr8phQ4kv73